# Kerygma Petri
Das Kerygma Petri („Verkündigung des Petrus“, griechisch: κήρυγμα Πέτρου), abgekürzt KerygmaPetr, ist eine frühchristliche griechische apokryphe Schrift, die in einigen Zitaten erhalten ist.
Davon zu unterscheiden ist eine Schrift mit dem Titel Kerygmata Petrou (altgriechisch Κηρύγματα Πέτρου), die zu den Pseudo-Klementinen gezählt wird. Die wenigen eindeutig auf diese Schrift zurückzuführenden Zitate finden sich bei Clemens von Alexandria. Er zitiert Stellen dieser Schrift als Worte des Petrus. Origenes weiß, dass das Werk von dem Gnostiker Herakleon verwendet wird und äußert bereits Zweifel an dessen Echtheit. Eusebius und Hieronymus zählen es nicht mehr zu den kanonischen Schriften.
Die Entstehungszeit wird von den meisten Autoren auf den Anfang des zweiten Jahrhunderts datiert. Ernst von Dobschütz gibt als Entstehungszeit die Jahre 80–140 n. Chr. an. Der Entstehungsort wird mit Ägypten angegeben, da die Schrift dort zum ersten Mal auftaucht und zitiert wird, wofür es keinen sicheren Beweis gibt. Dobschütz sieht einen alexandrinischen Ursprung als gegeben. Der Verfasser ist unbekannt.
Da lediglich Fragmente überliefert sind, lässt sich über den ursprünglichen Aufbau, den Umfang und die literarische Gattung nichts sagen. So ist die literarische Gattung entscheidend, ob es sich um eine Pseudepigraphie handelt. Die Reihenfolge der Fragmente lässt sich nicht bestimmen, die verschiedenen Textausgaben und Übersetzungen unterscheiden sich daher in der Reihenfolge der Fragmente.
Dobschütz charakterisiert die Schrift als „Übergang von der altchristlichen zur apologetischen Literatur“, Wilhelm Schneemelcher beschreibt sie als Mittelglied zwischen der frühchristlichen Missionspredigt und der griechischen Apologetik.
Bei einigen weiteren verstreut aufzufindenden Zitaten wird diskutiert, ob sie dieser oder einer weiteren Schrift, der „Didaskalia Petrou“ (altgriechisch διδασκαλία Πέτρου ‚Lehre des Petrus‘), zuzuordnen seien.